# Bridget Marquardt
Bridget Marquardt, född som Bridget Christina Sandmeier 25 september 1973 i Tillamook, Oregon, var en av tre flickvänner till Playboy-ägaren Hugh Hefner.

## Biografi
Marquardt föddes i Oregon, efter att hennes familj flyttat dit från Kalifornien. Strax efter hennes födelse flyttade hennes mamma familjen tillbaka till Kalifornien, där Marquardt växte upp. Hon blev student universitet och master 1998 med en fil kand i kommunikation och fokus på public relations. Hon tog senare en forskarutbildningskurs i etermediejournalistik, vilket visades under den första säsongen av The Girls Next Door.

### Karriär
Marquardt var med i dokumentärserien The Girls Next Door på E! (I Sverige : Girls at the Playboy Mansion) som visade hur livet inne i Playboy Mansion kunde vara. Marquardt medverkade i serien tillsammans med Hughs två andra dåvarande flickvänner Holly Madison och Kendra Wilkinson. Marquardt förekommer även i andra TV-serier och filmer som Scary Movie 4 och Ellen DeGeneres Show som gäst.
Marquardt har framträtt med Holly Madison och Kendra Wilkinson i Playboy, från november 2005, september 2006 och mars 2008. Bridget Marquardt och Hugh Hefner separerade hösten 2008, och i samma veva flyttade hon ut ur Playboy Mansion.